# 当番弁護士 梶原藤子の事件ファイル
『小杉健治サスペンス 当番弁護士 梶原藤子の事件ファイル』（こすぎけんじサスペンス とうばんべんごし かじわらふじこのじけんファイル）は、2020年からテレビ東京系「月曜プレミア8」枠で放送されたテレビドラマシリーズ。原作は小杉健治。主演は松下由樹。

## キャスト

### 主人公と家族
梶原藤子
演 - 松下由樹
梶原法律事務所の弁護士。事務所はcafe「初音」の奥にあり、一人で切り盛りしている。
大西虹子
演 - 松原智恵子
cafe「初音」経営者。純平と藤子の母。第2作は店の大家が田舎に移住するため、店を買い取ってほしいと言われる。
大西皐月
演 - 小林綾子
cafe「初音」店員。純平の妻。
大西純平
演 - 橋本じゅん
cafe「初音」店員。藤子の兄。
梶原翼
演 - 喜多乃愛
関東家政大学の学生。善男と藤子の娘。
梶原善男
演 - 筒井巧
藤子の夫。5年前死亡。
梶原萬治
演 - 田村亮
羽子板店「萬月」店主。善男の父。「萬月」は自宅兼店舗で、藤子と翼の3人で暮らしている。

### その他
高林信介
演 - 中村俊介
週刊アヴァンの記者。
村川泰江
演 - 南野陽子
東京地方検察庁の検事。藤子の同期。
三浦義男
演 - 若林久弥
警視庁捜査一課の刑事。
瀬戸和樹
演 - 田村幸士
経歴：警視庁月島西警察署（第1作）
→ 警視庁晴海警察署（第2作）
刑事。

### ゲスト
第1作（2020年）
- 稲葉邦昭（週刊アヴァン 編集長） - 六平直政
- 城山錦司（IT会社社長） - 羽場裕一
- 新藤礼子（新藤の妻） - 遠藤久美子
- 大木聡美（大木の妻） - 小野真弓
- 篠崎トヨ（聡美の母） - 大方斐紗子
- 鬼塚辰夫（カトレアスポーツ高輪店 マネージャー） - 少路勇介
- 加山俊一（自営業） - 村杉蝉之介
- 児玉隆（警視庁湾岸中央警察署留置係） - 佐藤銀平
- 高田節子（児童養護施設「きらぼしの里」施設長） - 荒井眞理子
- 笹倉由美（カトレアスポーツ高輪店 職員・3か月前自殺） - 美音
- 笹倉吾郎（由美の父・末期がん患者・本名「新藤裕也」） - 石母田史朗
- 加山薫（加山の妻） - わかばかなめ
- 佐藤里香（カトレアスポーツ高輪店 事務員） - 下京慶子
- 検察事務官 - 吉開一生
- 新聞記者 - 甲華江
- アナウンサー - 千広真弓
- リポーター - 宇津木祐香
- 神保真由子（翼の大学の同級生） - 加藤弓喜
- 青森司（翼の大学の同級生） - 立花玲奈
- 大木悟（無職・殺人事件の被疑者） - 荒川良々
- 笹倉清美（笹倉の妻・由美の母） - とよた真帆
- 新藤裕也（清美の弟・本名「笹倉吾郎」） - 高橋和也（10歳：笹尾真央）

第2作（2021年）
- 矢代沙織（児童養護施設「ひだまりの家」スタッフ・本名「郷田早紀」） - 吉本実憂（14歳：石田萌華）
- 飯沼芙美（和代の母） - 冨田恵子
- 沢田美穂（菱田と同じマンションの住人） - 小林音子
- 司万里子（「Tsukasaビューティ・ホールディングス」代表・本名「郷田菜穂」） - 浅野ゆう子（12年前：丸岡真由子）
- 飯沼和代（「Tsukasaビューティ・ホールディングス」事務長） - 真飛聖
- 菱田十三（フリージャーナリスト） - 大浦龍宇一
- 郷田浩一郎（郷田エステート 社長・12年前事故死） - 山賀教弘
- 中井ユキ（児童養護施設「ひだまりの家」園児） - 有香
- 永井宏治 - ノモガクジ
- 岡谷文夫（児童養護施設「ひだまりの家」施設長） - 布施博
- 本多憲一（「Tsukasaビューティ・ホールディングス」警備主任） - 榎木孝明
- バーのママ　- 加茂美穂子

## スタッフ
- 原作 - 小杉健治「不遜な被疑者たち」（集英社文庫刊）[2]
- 脚本 - 土屋保文[2]（第1作）、洞澤美恵子（第2作）
- 監督 - 水谷俊之[2]
- 法律監修 - 野元学二
- 警察監修 - 石坂隆昌
- チーフプロデューサー - 中川順平（テレビ東京）
- プロデューサー - 田淵俊彦（テレビ東京）、森下和清
- 制作著作 - テレビ東京、BSテレビ東京、レインドロップス

## 放送日程
- 第1作は当初、2020年5月4日に放送予定であったが、同年4月20日の志賀廣太郎逝去を受けて、2017年1月期の「金曜8時のドラマ」枠で放送した『三匹のおっさん3〜正義の味方、みたび!!〜』の最終話「3匹のおっさん最後の大成敗 2時間SP」（2017年3月10日放送分）に差し替えられたため[8][9]、6月22日へと延期・変更された[1][2]。

| 話数 | 放送日        | サブタイトル                                                    | 脚本       | 監督     |
| ---- | ------------- | --------------------------------------------------------------- | ---------- | -------- |
| 1    | 2020年6月22日 | 浅草を舞台に人情弁護士が大奮闘!! 二転三転する殺人トリックの謎!! | 土屋保文   | 水谷俊之 |
| 2    | 2021年10月4日 | 「白を黒にしなさい!」 熱血おばさん弁護士VS美容業界のカリスマ    | 洞澤美恵子 | 水谷俊之 |